# Benoît XIII (pape)
Pour les autres membres de la famille, voir famille Orsini.
Pour l’antipape ayant porté le nom de Benoît XIII, voir Benoît XIII (antipape).
Pietro Francesco Orsini de Gravina, en religion, Vincenzo Maria Orsini, né le 2 février 1649 à Gravina in Puglia, dans l'actuelle province de Bari, dans les Pouilles, alors dans le royaume de Naples, et mort le 21 février 1730 à Rome, est un religieux dominicain italien de la fin du XVIIe et du début du XVIIIe siècle devenu le 245e pape de l'Église catholique, sous le nom de Benoît XIII (en latin Benedictus XIII, en italien Benedetto XIII), proclamé Serviteur de Dieu, en attendant l'aboutissement du procès de béatification.

## Pape

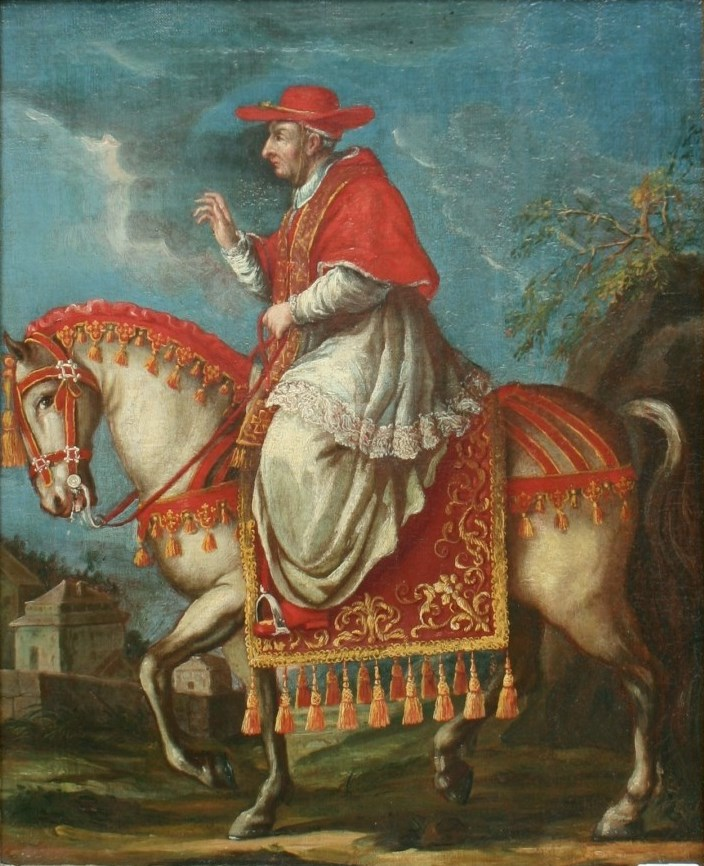
Représentation du pape Benoît XIII à cheval.

### Carrière religieuse
Pietro Francesco Orsini naît en 1649 à Gravina (Naples) dans une famille célèbre. Fils du duc Ferdinand Orsini et de Giovanna Frangipane della Tolfa, il devient en 1667 religieux dominicain sous le nom de Vincent-Marie.
Son parent, le pape Clément X le nomme cardinal (à 23 ans).
Il est ensuite nommé évêque de Manfredonia (1675), puis de Cesena en Romagne (1680).
Il est nommé archevêque de Bénévent en 1686.

### Pontificat
Le cardinal Vincenzo Maria Orsini est élu pape le 29 mai 1724 (successeur d'Innocent XIII), prit d’abord le nom de Benoît XIV mais très rapidement changea pour celui de Benoît XIII, sans doute après avoir constaté que le précédent « Benoît XIII », pape d’Avignon durant le grand schisme d'Occident, était considéré par l’Église comme un antipape. Il est le dernier pape plus âgé que son prédécesseur, toutes les élections suivantes voyant l'émergence d'un pape né après celui qui l'a précédé.
Vertueux, doux et humble, Benoît XIII garde à Rome son habit d'un tissu ordinaire et y fait porter son lit de religieux ; il vit avec la frugalité d’un anachorète et donne aux pauvres tout ce qu’il retranche de ses dépenses ; il défend aux prêtres de se prosterner devant lui, etc. Il oblige les cardinaux à la résidence, et s’efforce de réfréner les mauvaises mœurs du clergé.
Il se montre inflexible sur la question des prérogatives du Saint-Siège ; il se brouille avec la cour de Vienne en élevant des prétentions sur les duchés de Plaisance et de Parme.
Il agit aussi fermement contre le jansénisme, tout en se gardant soigneusement de tout excès en sens opposé.
Il laissa une grande liberté au cardinal Niccolò Coscia (celui-ci accusé d'être responsable de la débâcle des finances du Saint-Siège est incarcéré par le pape Clément XII au château Saint-Ange avant d'être libéré et absous par Benoît XIV).
Le 11 septembre 1726, il créa André Hercule de Fleury cardinal sur recommandation du jeune Louis XV.
Il canonise Louis de Gonzague (jésuite béatifié le 12 mai 1604) le 26 avril 1726, Jean de la Croix le 27 décembre 1726 et Stanislas Kostka (premier jésuite béatifié) le 31 décembre 1726.
Benoît XIII meurt le 21 février 1730.

### Procès de béatification
Le procès de béatification de ce « Serviteur de Dieu » a été ouvert le 21 février 1931, et a été relancé par un acte du Tribunal diocésain du diocèse de Rome début 2010. Le 13 janvier 2012 a eu lieu l'inauguration du processus de béatification et canonisation du Serviteur de Dieu, le Souverain pontife Benoît XIII dans la salle de la Conciliation au palais du Latran, par Son Éminence le cardinal Agostino Vallini, vicaire général de sa Sainteté pour le diocèse de Rome. Le 22 février 2017, le cardinal-vicaire a clos la procédure diocésaine et a transmis le dossier à la Congrégation pour la cause des saints.
À l'occasion du Jubilé 2025, la famille Orsini propose les Journées Orsiniennes pour découvrir l'action de ce pape.

## Antipape
Il y avait eu aussi un antipape Benoît XIII, qui régna à Avignon de 1394 à 1417. De nombreux papes de Rome choisirent volontairement de reprendre des noms d'antipapes, pour bien marquer l'illégitimité de ces antipapes et signifier qu'ils sont hors de la succession apostolique (le dernier pape ayant agi de la sorte est Jean XXIII).